# 贵福 (达斡尔族)

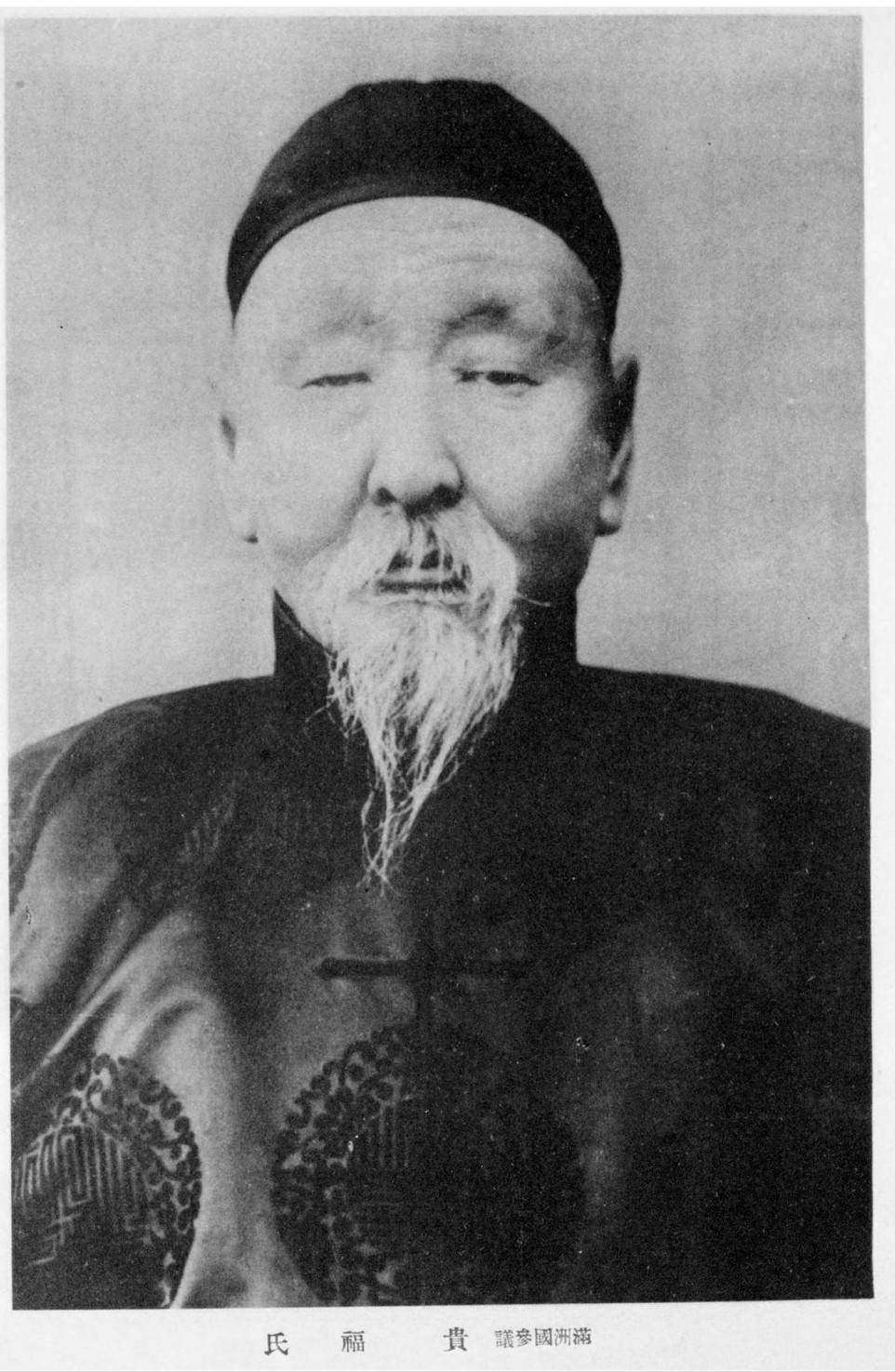
《大満洲国要人画報》1934年刊登的贵福照片

贵福（1859年—20世纪？），达斡尔族，莫日登氏，字绅五（一说绅玉），呼伦贝尔部索伦右翼正黄旗（位於今内蒙古自治區呼伦贝尔市伊敏河口）人。清朝、中华民国、满洲国政治人物。

## 生平
清末时贵福曾任索伦右翼总管，其叔胜福为额鲁特旗总管。辛亥革命后，胜福等人于1912年攻占海拉尔并宣布呼伦贝尔独立，胜福自任副都统。1915年，經中俄交涉，袁世凯承认呼伦贝尔自治，并正式任命胜福出任呼伦贝尔副都统一职。此后，贵福被册封为镇国公。1919年胜福逝世，随后贵福代理呼伦贝尔副都统。
1919年末，外蒙古被北洋政府撤销自治，呼伦贝尔方面从此失去后援。1920年1月6日，呼伦贝尔副都统署左厅厅长成德、右厅厅长巴嘎巴尔迪等人联名致函东三省巡阅使张作霖、黑龙江省督军孙烈臣，要求取消特别区域。函文中写“呼伦贝尔地方向属中国完全领土，隶于黑龙江省管辖，自迫于库伦大势，不得已而独立”。在《电中央取消特别区域文》中写，取消特别区域，所有呼伦贝尔一切政治，“听候中央政府核定治理。1915年的《中俄会订呼伦贝尔条件》，当然无效，请中央政府主持作废，不胜迫切待命之至”。1920年2月中国政府宣布取消呼伦贝尔特别区域，在该地区恢复民治，设立善后督办兼交涉员公署（规制同道），颁布《督办公署暂行条例》13条，委锺毓督办呼伦贝尔善后事宜兼呼伦贝尔交涉员。原呼伦厅、胪滨府改县，吉拉林设治局升改为室韋縣。1920年3月，委张奎武为“呼伦贝尔镇守使”，率第2混成旅（步骑各一个团驻海拉尔），担任边防兼护路事宜。关于旗务，仍设副都统署归其管理，副都统贵福归黑龙江督军节制。同时他被北洋政府加封为贝子衔。
九一八事变后，曾被溥仪任命为满蒙独立军西路总司令。满洲国成立后出任参议府参议，其子凌升则被任命为兴安北省省长。1936年凌升被日本处决后，贵福离职。卒年不详。